# Черниш Вадим Олегович
Вадим Олегович Черниш (16 жовтня 1971) — український адвокат, державний службовець 2 рангу, член неурядових експертних організацій.
Голова Державного агентства з питань відновлення Донбасу (з 26 червня 2015 по 29 серпня 2019)
Міністр України з питань тимчасово окупованих територій і внутрішньо переміщених осіб (з 14 квітня 2016 року по 29 серпня 2019,)

## Біографія
Народився 16 жовтня 1971 року в селищі Казанка Миколаївської області. Закінчив Національну юридичну академію України ім. Ярослава Мудрого (1999), правознавець.
З 1989 по 1991 — проходив службу в армії.
З 1994 — 2000 — юрист, старший юрисконсульт-інспектор з питань банківської безпеки.
З листопада 1998 — червень 2001 — викладач правових дисциплін.
|
З 1999 — 2005 — адвокат м. Олександрія.
В 2004 — Під час проведення виборів Президента України Вадим Черниш був довіреною особою кандидата на посаду Президента України Віктора Ющенка в Кіровоградській області по 104 виборчому окрузі (м. Олександрія).
З березня 2005 по серпень 2006 рр. заступник голови Кіровоградської облдержадміністрації (з гуманітарних питань).
З 3 серпня 2006 по 1 листопада 2007 рр. голова Кіровоградської обласної державної адміністрації.
З травня по серпень 2007 року був членом Ради національної безпеки і оборони України.
Державний службовець 2 рангу.
Депутат Кіровоградської обласної ради 4 та 5 скликань (2002—2010 р.р.)
Експерт з питань протидії відмиванню грошових коштів та фінансуванню тероризму.
Член організації Assosiation of Certified Anti-money Laundering Specialists (ACAMS), США з травня 2010 року.
26 червня 2015 року Кабінет Міністрів України призначив Вадима Черниша Головою Державного агентства з питань відновлення Донбасу.
14 квітня 2016 року Верховна Рада України призначила новий склад Кабінету Міністрів України (уряд Гройсмана), у складі якого Вадим Черниш обійняв посаду міністра України з питань тимчасово окупованих територій і внутрішньо переміщених осіб.
Голова Керівної Ради Центру безпекових досліджень «CENSS».
Вадим Черниш має науковий ступінь кандидата юридичних наук (PhD in law), дисертація присвячена питанням адміністративно-правового забезпечення контролю за діяльністю розвідувальних органів України.
Викладає авторський курс «Основи національної безпеки» для студентів-магістрів спеціальностей «Публічне управління та адміністрування» та «Врегулювання конфліктів та медіація».